# バーンスター

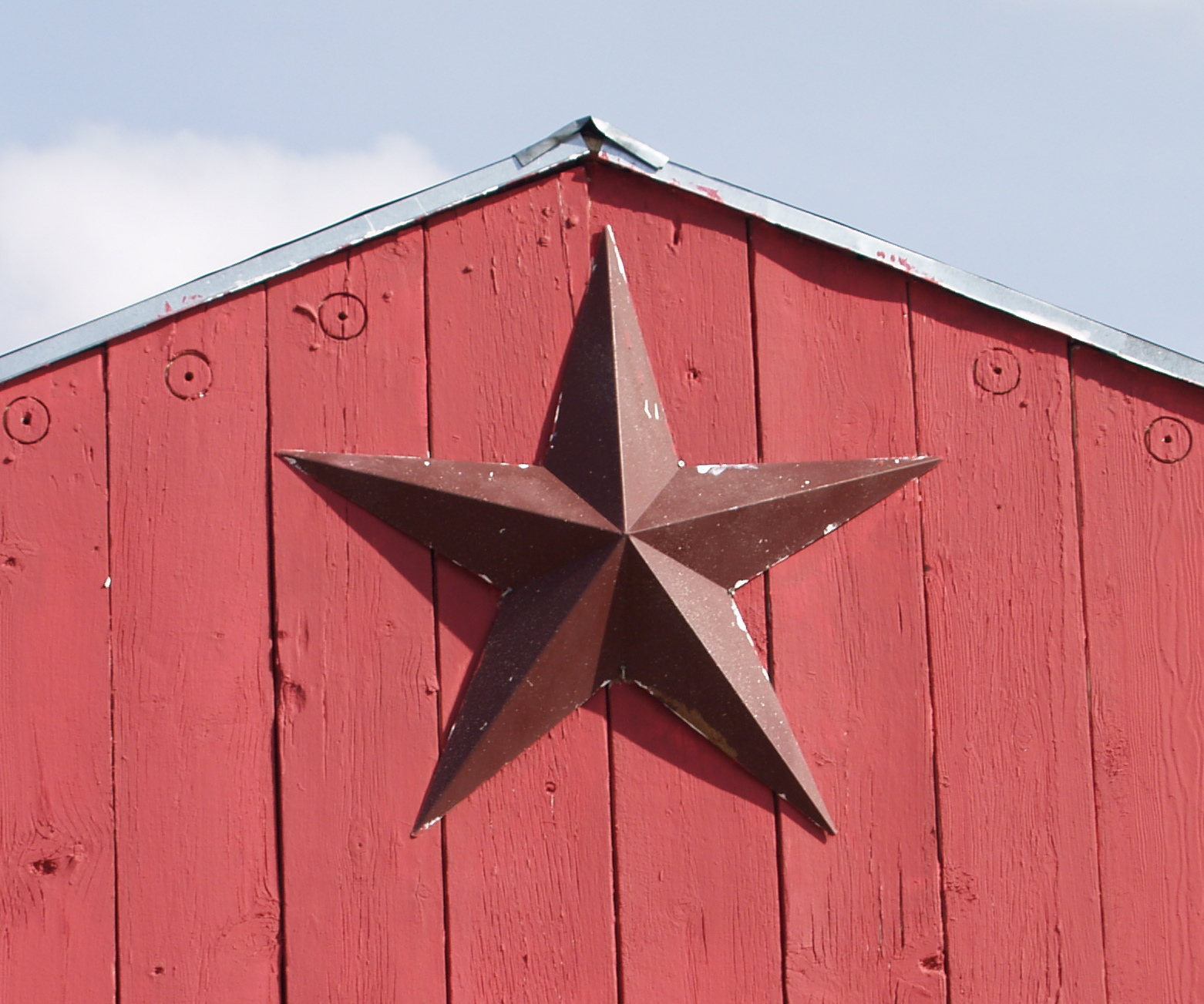
バーンスター

バーンスター (英: barnstar) は納屋や家を装飾するための、星型五角形 (円形の「荷車の車輪」風の場合もある) の塗装された物体または絵である。米国の一部で納屋の装飾に、カナダで多くの家の装飾に使用されている。バーンスターは構造的な目的はないが、戸口の上に取り付ける蹄鉄と同様、縁起が良いと考えられている。ペンシルベニア州では特に一般的であり、ドイツ系アメリカ人の農業コミュニティでよく見られる。

## 歴史
バーンスターは大工のマークを象徴するためものだったが、審美的な目的で使用されることの方が多くなり、建設が完了した後に追加されていた。ペンシルベニア州では、愛好家らが多数の木製バーンスターからそれぞれの大工を突き止めた。同州にはまだ多数のバーンスターが見られる。
米国においてはバーンスターは18世紀に使用され、ペンシルベニア州では南北戦争の後、人気が非常に高まって1870年まで使用された。しかし、バーンスターはそれ以前からよく使用されており、戦前のバージニア州リッチモンドでは大きな建物、特に工場でよく見られた。
バーンスターはいまだ人気の装飾形態であり、今日の家々も、業者が「バーンスター」と呼ぶ所のシンプルな金属製の星型五角形で装飾されることがある。こうしたバーンスターはわざとダメージ加工を施したり錆付かせたりして、伝統的なバーンスターであるかのようにしてある。

## 他の星型のプレート
米国のペンシルベニア・ダッチ地区にある古い建物には、ヘックスサインという建物用の装飾が見られる。これはバーンスターのようなものだが、木製や金属製ではなく、絵である。厳密にはバーンスターとは定義が異なっており、見た目も偶然似ているだけだが、両者はしばしば混同され、どちらの語を使っても構わないと考えられることすらある。ヘックスサインには、星の形を取り入れたものや、ロゼットを象ったもの、あるいは鳥等の動物の絵が入っているものもある。
バーンスターという用語は、特に18～19世紀のレンガ積みの建物の構造補強用に使われた星型のアンカープレートに対して誤って使われてきた。こうしたプレートは鋳鉄製であり、タイロッド用のワッシャーとして機能するタイプレートとして使用される。タイプレート付きタイロッドは、レンガ壁が傾いたり横に湾曲したりしないよう補強するのに役立つ。
Wikiベースのコミュニティの中には、「バーンレイジング (納屋の棟上げ)」(共同作業の比喩) をし続けたユーザーに「バーンスター」と呼ばれる賞を贈るものがある。この習慣はMeatballWikiが発祥で、2003年にWikipediaが採用した。実はこの目的で使用されている画像は本物のバーンスターではなく、上記の構造用タイプレートの1種の写真である。

バーンスターと星型アンカープレート
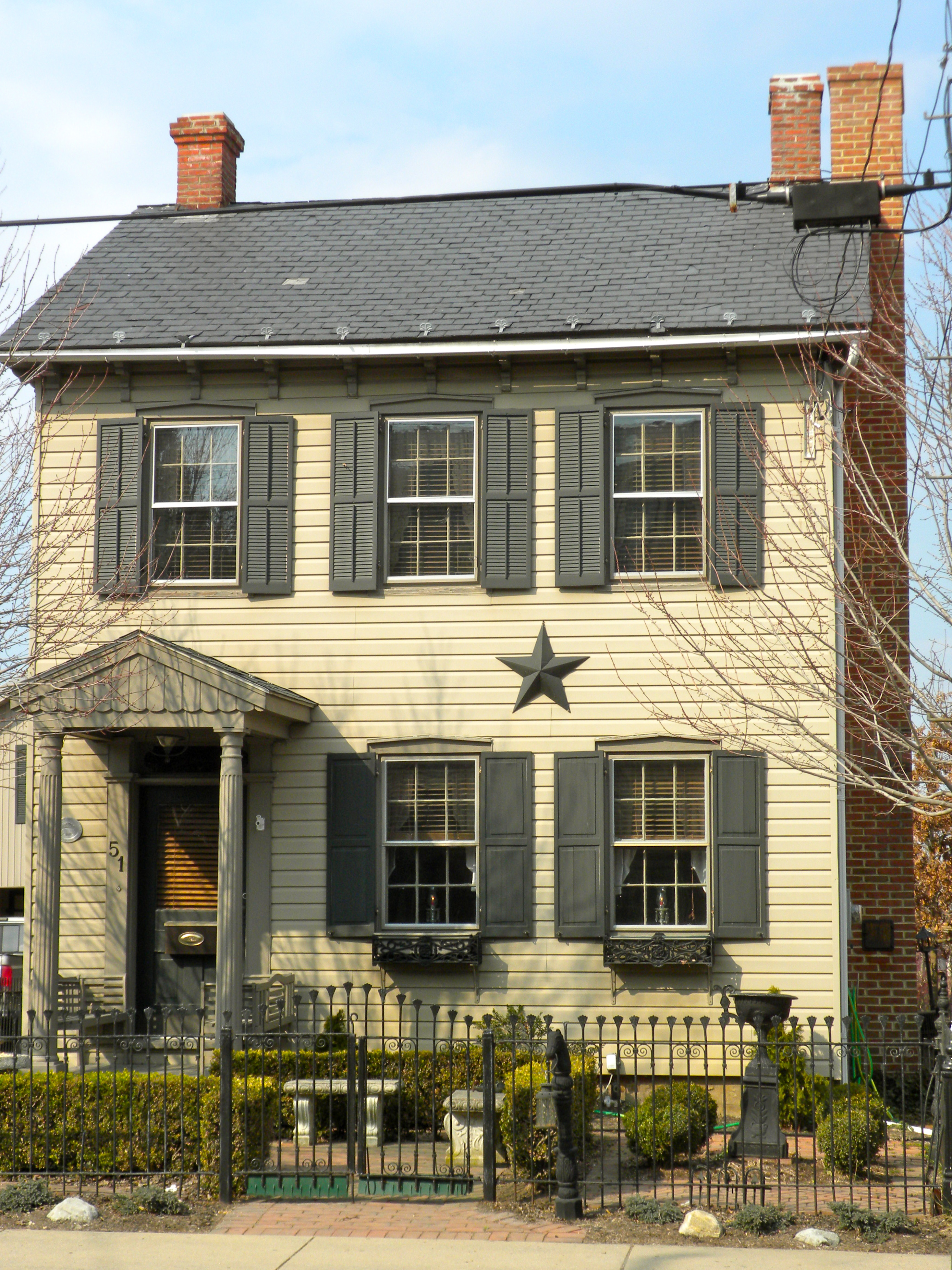
ペンシルベニア州ストラスバーグにあるバーンスターが付いている家
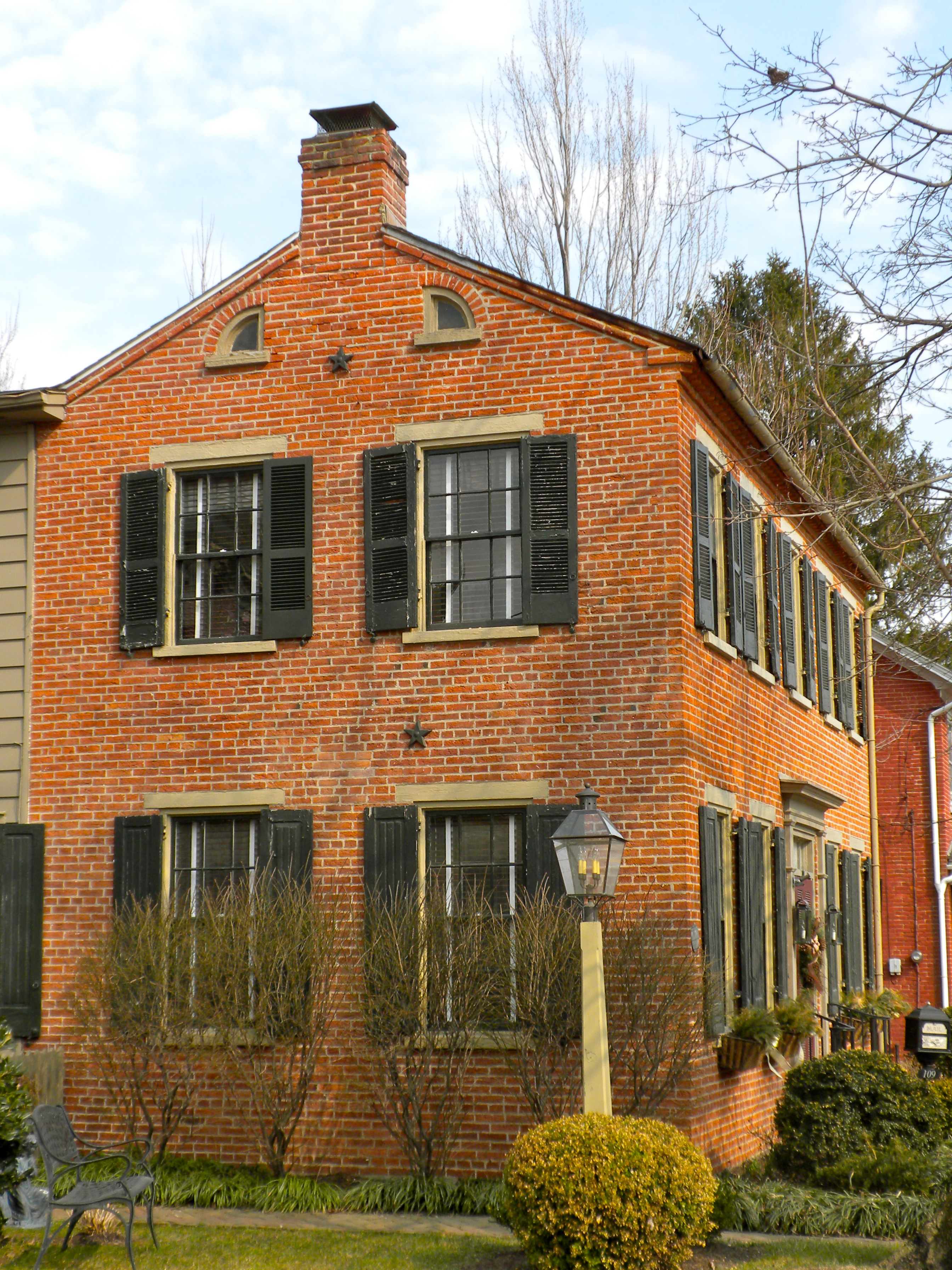
星型アンカープレートが付いている家
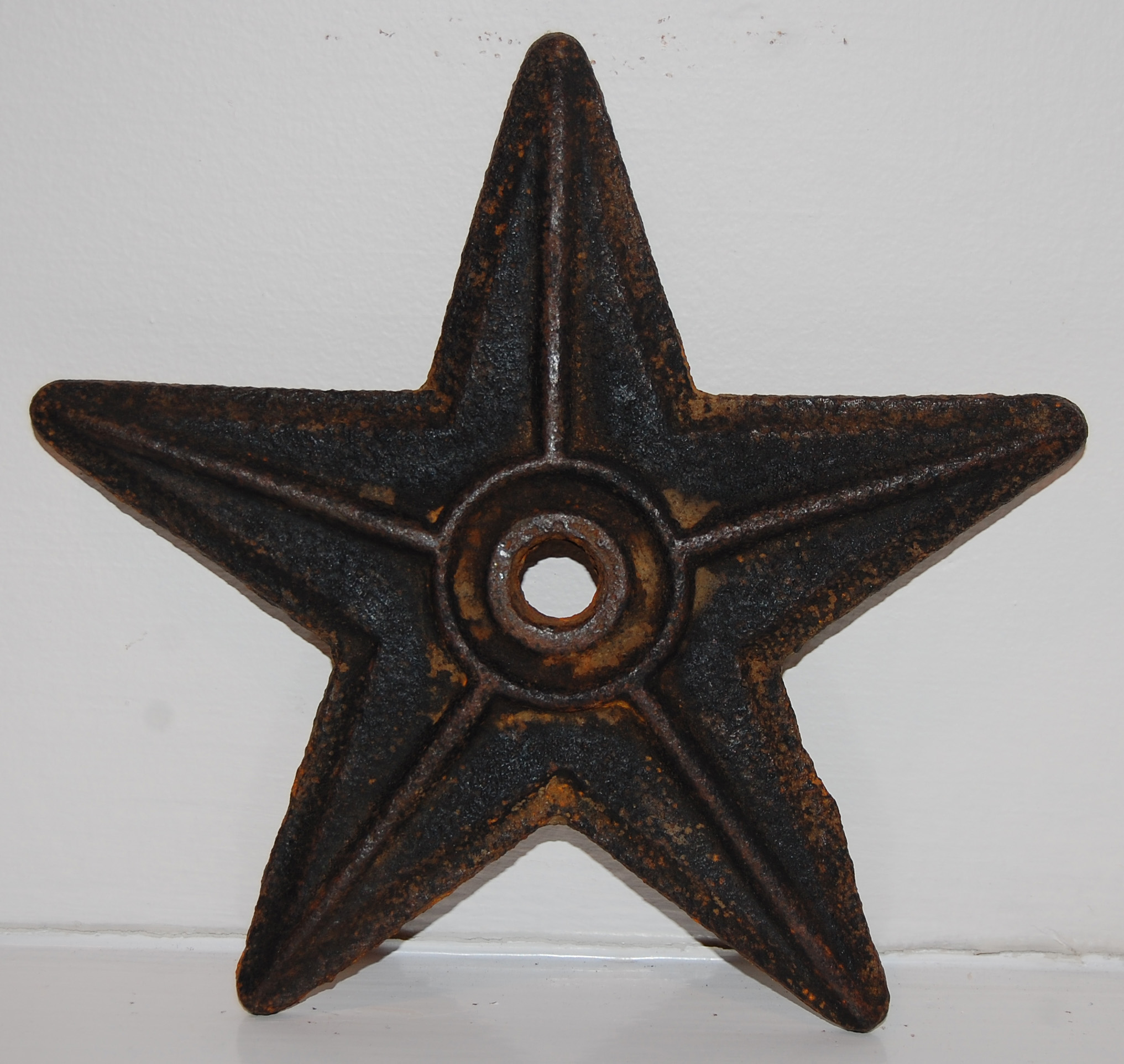
「バーンスター」風アンカープレート